# Lomatogonium bellum
Lomatogonium bellum là một loài thực vật có hoa trong họ Long đởm. Loài này được (Hemsl.) Harry Sm. mô tả khoa học đầu tiên năm 1967.